# Power A5000
Az Power A5000 a DCE, illetve a Power Computing által közösen tervezett, de gyártásba sosem került Amiga-klón személyi számítógép volt. Egyike az első Amiga-klón próbálkozásoknak, miután a Gateway 1997-ben felvásárolta az Amigát. Modulárisan bővíthető, közepes méretű rendszert terveztek, teljesen új alaplap-dizájnnal.
1998-ra azonban világossá vált, hogy a "klasszikus" Amiga-piac elhalt és ejtették a projektet az eredeti formájában. A Power Computing ehelyett A5000-Mark 2 néven egy Amiga 1200-alapú, külső fejlesztésű hardverekkel kiegészített, növelt teljesítményű változatban gondolkodott. Az átdolgozott A5000-ről 1999 áprilisában nyilatkoztak először az Amiga Format hasábjain.
Összességében az A5000 érdekes projekt volt, de későn érkezett. Ha 1997 folyamán sikerült volna kiadni, akkor még elérhetett volna valamelyes piaci sikert azok körében, akik fejlesztési módot kerestek Amigájukhoz. A folyamatos csúszások, továbbá az Amiga Inc. párhuzamos bejelentései (Amiga Multimedia Convergence Computer; Amiga MCC) ellehetetlenítettek bármilyen piaci támogatást.

## Fordítás
- Ez a szócikk részben vagy egészben  a   Power A5000 című angol Wikipédia-szócikk fordításán alapul.  Az eredeti cikk szerkesztőit annak laptörténete sorolja fel. Ez a jelzés csupán a megfogalmazás eredetét és a szerzői jogokat jelzi, nem szolgál a cikkben szereplő információk forrásmegjelöléseként.